# 닥터 챔프
《닥터 챔프》는 2010년 9월 27일부터 2010년 11월 16일까지 방영된 SBS 월화 미니시리즈이다. 이 드라마는 태릉선수촌을 배경으로 국가대표 담당 주치의의 눈을 통해 바라본 스포츠의 세계를 다루었다. 또한 대한민국 최초로 모든 방송분을 DSLR 카메라로 제작하였다.
 참고로, 경인TV의 드라마 《강력1반》도 DSLR 카메라를 사용하여 제작되었으나, 일부 방송분의 제작에만 사용된 점에서 《닥터 챔프》와 큰 차이가 있다.
한편 2010년 11월 15일 방송분에서 지나친 PPL(간접광고)로 비판을 받았다.

## 등장 인물

### 주요 인물
- 김소연 : 김연우 역
- 엄태웅 : 이도욱 역
- 정겨운 : 박지헌 역
- 차예련 : 강희영 역

### 선수촌 사람들
- 마동석 : 오정대 역
- 김형범 : 최항식 역
- 염동헌 : 정호창 역

### 의무실 사람들
- 김가은 : 피정아 역
- 미상 : 서문숙 역

### 유도 선수들
- 정석원 : 유상봉 역
- 임성규 : 고범 역
- 이시언 : 허택우 역
- 신동희(예명 신동) : 강우람 역
- 정의갑 : 최대섭 역
- 윤봉길 : 염동호 역

### 수영 선수들
- 강소라 : 권유리 역
- 서현석 : 채은석 역

### 그 외 인물
- 고인범 : 왕태연 역
- 유명희
- 조윤석
- 고준 : 창수 역
- 유현수 : 한기영 역
- 송서연 : 이석란 역
- 함진성 : 괴물팀 핸드볼 선수 역
- 진모

### 특별출연
- 강기화 : 고은미 역
- 조민기
- 온유
- 김병만
- 민효린
- 김성오
- 진예솔
- 김재홍
- 박우천 : 대표팀 수영코치 역
- 이두경 : 일본 유도감독 역
- 맹봉학
- 장문석
- 이한종
- 장효진
- 이승철 : 태릉선수촌장 역

## 수상
- 2010년 SBS 연기대상
  - 프론티어 드라마상
  - 10대스타상 (여자) - 김소연

## 시청률
최저 시청률과 최고 시청률은 시청률 조사회사와 지역별로 시청률에 차이가 있을 수 있습니다.
| 2010년 | 2010년    | 2010년         | 2010년       | 2010년         | 2010년       |
| 회차   | 방송일    | TNMS 시청률    | TNMS 시청률  | AGB 시청률     | AGB 시청률   |
| 회차   | 방송일    | 대한민국(전국) | 서울(수도권) | 대한민국(전국) | 서울(수도권) |
| ------ | --------- | -------------- | ------------ | -------------- | ------------ |
| 제1회  | 9월 27일  | 10.3%          | 10.6%        | 12.4%          | 12.9%        |
| 제2회  | 9월 28일  | 12.4%          | 12.4%        | 12.0%          | 12.9%        |
| 제3회  | 10월 4일  | 11.4%          | 11.5%        | 13.7%          | 14.6%        |
| 제4회  | 10월 5일  | 11.8%          | 11.5%        | 12.6%          | 13.5%        |
| 제5회  | 10월 11일 | 9.2%           | 8.9%         | 10.3%          | 10.3%        |
| 제6회  | 10월 12일 | 9.1%           | 9.0%         | 11.0%          | 11.2%        |
| 제7회  | 10월 18일 | 10.2%          | 10.5%        | 11.8%          | 13.2%        |
| 제8회  | 10월 19일 | 11.6%          | 11.8%        | 12.8%          | 13.3%        |
| 제9회  | 10월 25일 | 10.9%          | 11.4%        | 11.9%          | 12.7%        |
| 제10회 | 10월 26일 | 11.3%          | 11.3%        | 11.4%          | 11.3%        |
| 제11회 | 11월 1일  | 11.4%          | 11.5%        | 11.1%          | 12.4%        |
| 제12회 | 11월 2일  | 11.3%          | 11.6%        | 11.0%          | 11.0%        |
| 제13회 | 11월 8일  | 11.3%          | 11.3%        | 10.6%          | 11.3%        |
| 제14회 | 11월 9일  | 10.7%          | 11.1%        | 10.6%          | 11.6%        |
| 제15회 | 11월 15일 | 8.7%           | 8.7%         | 8.5%           | 8.5%         |
| 제16회 | 11월 16일 | 10.6%          | 10.5%        | 11.6%          | 12.3%        |

## 같이 보기
- 태릉선수촌